# Airtel Corrida para a Educação
Airtel Corrida para a Educação, iniciado pela Mesa Redonda Índia e Bharti Airtel Limited, em 2014, é um evento desportivo de angariação de fundos, que visa contribuir para a causa de oferta de educação para as crianças carentes.

## Maratonas

### 2014
De acordo com o site do evento, "a angariação de fundos através do evento em 2014, foi usado para a construção de instalações de salas de aula em Vivekananda Vidya Mandir, Barasat e os destinatários do auxílio do ano foram Sarada Sishu Mandir, Tanterberia, Howrah."

### 2015
O evento foi dividido em três partes, em função da distância abrangida, com cerca de 300 participantes inscritos para os 21 km, que foi a maior do evento. A segunda corrida teve uma distância de cerca de 10 km, com o último sendo capaz de agarrar o número máximo de participantes, contando para 5.500, com uma distância de 5 km de comprimento. Com um tempo de conclusão de 1.11.34 horas, Daniel Langat, um corredor profissional do Quénia, venceu a corrida de 21 km, recebendo um prémio com um valor monetário de 35.000 Rs.
As corridas foram sinalizadas pelos convidados do evento, Kiran Bedi.

### 2016
O evento Airtel Corrida para a Educação de 2016 foi realizado no dia 27 de novembro, em Calcutá. O evento contou com sete membros de painel, incluindo Michelle Kakade, Vir Inder Nath, CEO da Bharti Airtel Bengala Ocidental e Orissa, Subir Saha, Director da Medfit, Manpreet Singh, o Presidente Nacional da Mesa Redonda Índia, Kunal Khilani, director de prova e a convocador de maratona, Sandeep Harabjanka, IV presidente da área RTI, Shobhan Kumar e o director de operações da Hyatt, com Sonika Chuahan como uma âncora.

## Mesa Redonda Índia
Mesa redonda Índia (ITR) é uma organização de pessoas não-política e não-sectária, constituída por elementos com idade entre os 18 e os 40. A organização visa melhorar a vida das crianças carentes. A organização afirma estar a doar o dinheiro ganho para a liberdade, através de projectos de educação.
O RTI activamente ajudava as pessoas, distribuindo o socorro material em áreas afectadas pela inundação de Jorhat e Golaghat, aliviando assim cerca de 1.200 famílias. Em associação com a ONG Exército Robin Hood, o RTI, no âmbito da campanha "Libertação da Fome", distribuiu cerca de 70.000 pacotes de alimentos entre os mais desfavorecidos.